# RK Vojvodina
RK Vojvodina (serb. РК Војводина) – serbski klub piłki ręcznej z siedzibą w Nowym Sadzie. Występuje w Serbskiej Superlidze. Triumfator Pucharu Europejskiego EHF w sezonie 2022/2023.

## Historia
Sekcja piłki ręcznej klubu SD Vojvodina  została utworzona w 1948 roku. W latach 50. i 60. klub występował w regionalnych ligach a największym sukcesem osiągniętym przez zespół był awans do centralnej jugosłowiańskiej II Ligi. W 1959 roku RK Vojvodina była bliska historycznej promocji do I ligi, jednak na turnieju eliminacyjnym klub zajął drugie miejsce. 
W następnych dekadach zespół z Wojwodiny występował na przemian w jugosłowiańskiej II Lidze i w lokalnych obwodowych rozgrywkach nie osiągając większych sukcesów. Zmiany w zespole nastąpiły wraz z upadkiem Jugosławii, kiedy klub został przejęty przez nowych właścicieli. W 1993 roku RK Vojvodina wywalczyła historyczny awans do I Ligi.
W sezonie 2004/2005 RK Vojvodina po raz pierwszy zdobyła podwójną koronę wygrywając jednocześnie Superligę i Puchar Serbii i Czarnogóry. W następnych latach po kolejnej zmianie właściciela i zarządu, klub po raz drugi zdobył mistrzostwo Serbii (2013). Od tej pory zespół wygrywał Superligę nieprzerwanie do 2023 roku.
Sezon 2022/2023 był historyczny dla klubu. RK Vojvodina zdobyła swoje pierwsze europejskie trofeum- Puchar Europejski EHF. W finałowym dwumeczu pokonali norweskie Nærbø IL 30:23 i 25:23.

## Drużyna
Skład aktualny na sezon 2022/23
Bramkarze
- 1   Fran Lućin
- 16  Marko Draško
- 21  Luka Arsenić
- 32  Vukašin Marković

Lewi Skrzydłowi
- 24  Bojan Radjenović
- 69  Miloš Grozdanić

Prawi Skrzydłowi
- 3   Marko Vasić
- 17  Darko Milenković

Obrotowi
- 25  Živan Pešić
- 28  Mladenko Draško
- 31  Aleksandar Kurteš
- 33  Luka Rogan

Środkowi Rozgrywający
- 2   Simo Šijan
- 5   Srđan Milić
- 7   Bojan Mašić
- 9   Gregor Ocvirk
- 29  Branko Tomić
- 87  Barys Pukhouski

Lewi Rozgrywający
- 4  Nikola Kovačević
- 10   Miljan Vukovljak
- 13  Mohamed Aziz Aidi
- 19  Miljan Pušica
- 27  Djordje Draško

Prawi Rozgrywający
- 6  Milan Milić
- 20  Mirko Podunavac

## Trofea
Puchar Europejski EHF
- Zwycięzca: 2022/23

Mistrzostwo Serbii i Czarnogóry / Mistrzostwo Serbii
- Zwycięzca: 2004/05, 2012/13, 2013/14, 2014/15, 2015/16, 2016/17, 2017/18, 2018/19, 2019/20 2020/21, 2021/22, 2022/23, 2023/24

Puchar Serbii i Czarnogóry / Puchar Serbii
- Zwycięzca: 2004/05, 2005/06, 2010/11, 2014/15, 2018/19, 2019/20, 2020/21, 2022/23

Superpuchar Serbii
- Zwycięzca: 2013, 2014, 2015, 2016, 2018, 2019, 2023, 2024